# Баллибрак
Баллибрак (англ. Ballybrack; ирл. An Baile Breac, «пятнистый город») — юго-восточный пригород Дублина, столицы Ирландии. Находится в графстве Дун-Лэаре-Ратдаун (провинция Ленстер). Расположен к югу от Киллини и северо-восточнее пригорода Лохлинстаун.
В Баллибраке есть почтовое отделение и два трактира. Также в пригороде существует местный футбольный клуб Баллибрака, основанный в 1972 году и первоначально известный как KBL (Киллини, Баллибрак и Лохлинстаун). Официально футбольная команда Баллибрака сформирован в 1975 году. 

## Известные люди
- Шон Лемасс, премьер-министр Ирландии с 1959 по 1966 год, родился и жил в Баллибраке[источник не указан 5189 дней].